# 拉特罗布
拉特罗布是美国宾夕法尼亚州威斯特摩兰县的一个城市。根据2020年人口普查，人口为8,060人。它是匹兹堡大都会区的一部分，位于宾夕法尼亚州风景秀丽的栗树岭附近。拉特罗布于1854年成立为自治市，1999年成立为城市。

## 历史
18世纪，该地区有英国和法国的殖民者在此活动，处于英国的北美十三个殖民地和法国的新法兰西的交界地区。1763年英国在七年战争中获胜，拉特罗布所在的威斯特摩兰县被割让给英国，成为宾夕法尼亚省的一部分，不过因战前英国与印第安部落签订了协议，因此英国划设了禁止垦殖界限，禁止欧裔殖民者向西殖民。
美国独立后，该地区被划给宾夕法尼亚州，欧裔殖民者开始在此地建立定居点。
1852年，奥利弗·巴恩斯（宾夕法尼亚铁路的土木工程师）为该社区制定了规划，该社区于1854年成立为拉特罗布自治市。巴恩斯以他最好的朋友和大学同学本杰明·亨利·拉特罗布二世（Benjamin Henry Latrobe II）的名字命名了该镇，本杰明·亨利·拉特罗布二世是巴尔的摩和俄亥俄铁路的总工程师。
拉特罗布位于宾夕法尼亚铁路沿线，这使得它发展成为一个重要的工业中心。1877年至1952年间， 利格尼尔谷铁路也为拉特罗布提供服务。
拉特罗布市内 有两处遗址被列入美国国家史迹名录：
- 拉特罗布宾夕法尼亚火车站：此站由宾夕法尼亚铁路公司于1903年建造。
- 拉特罗布国民银行：该银行以前被称为梅隆银行大楼。这座六层建筑建于1926年，由格林斯堡的Batholomew and Smith公司设计。

斯隆堡（Fort Sloan）是一座由英国定居者在18世纪建立的小堡垒，现在是一处私人住宅，位于雪松街（Cedar St.）和雷蒙德大道（Raymond Ave.）的拐角处。

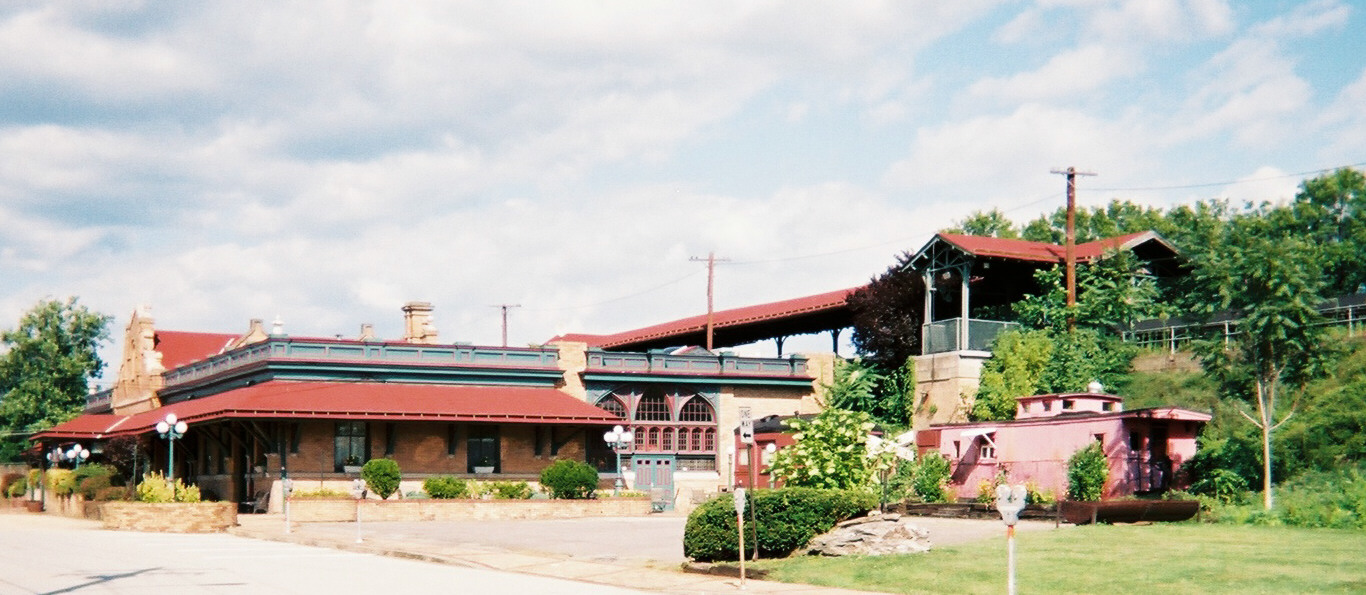
拉特罗布火车站（1903年建），入选国家史迹名录
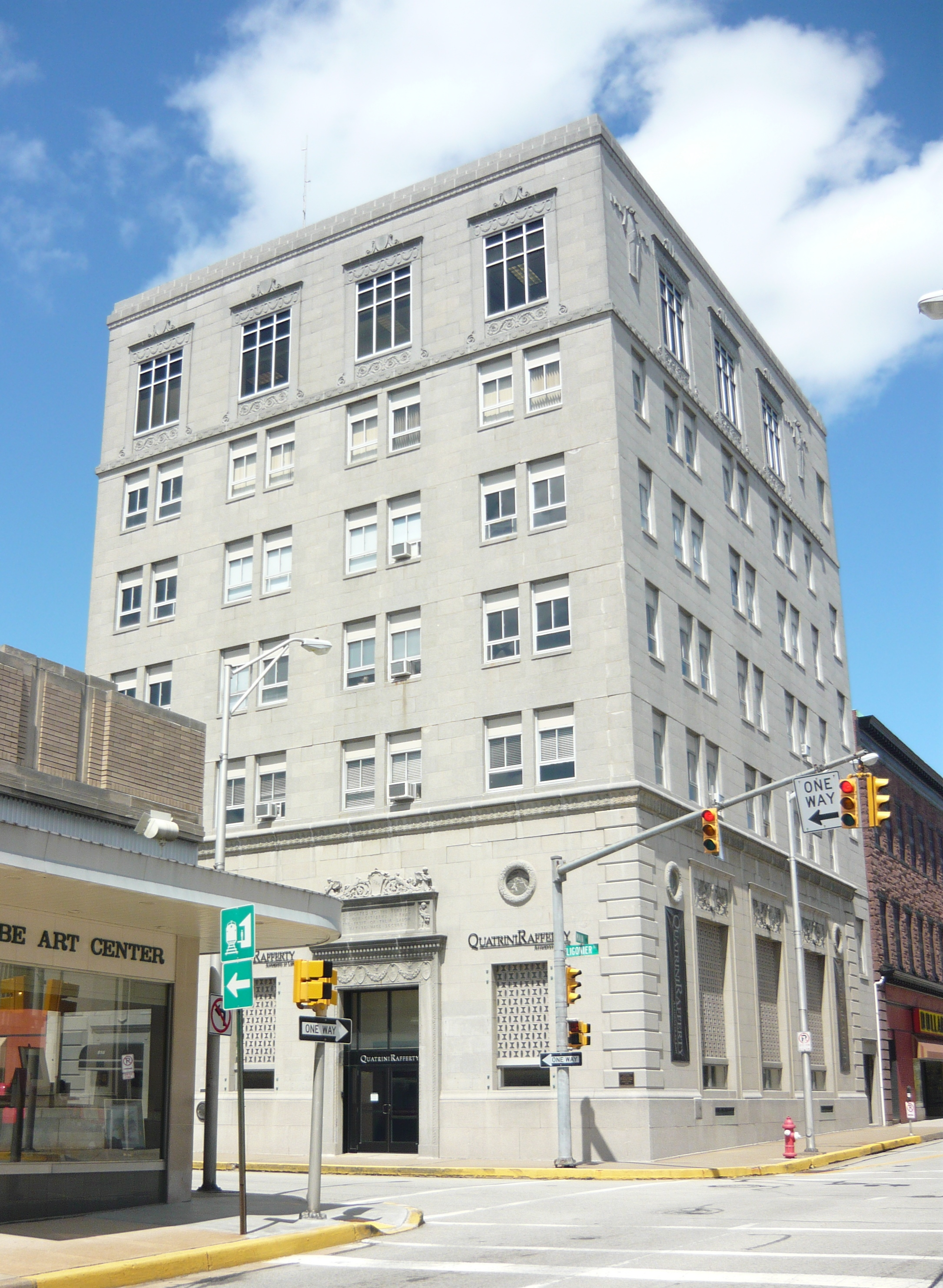
公民国家银行 (1926年建)，入选国家史迹名录
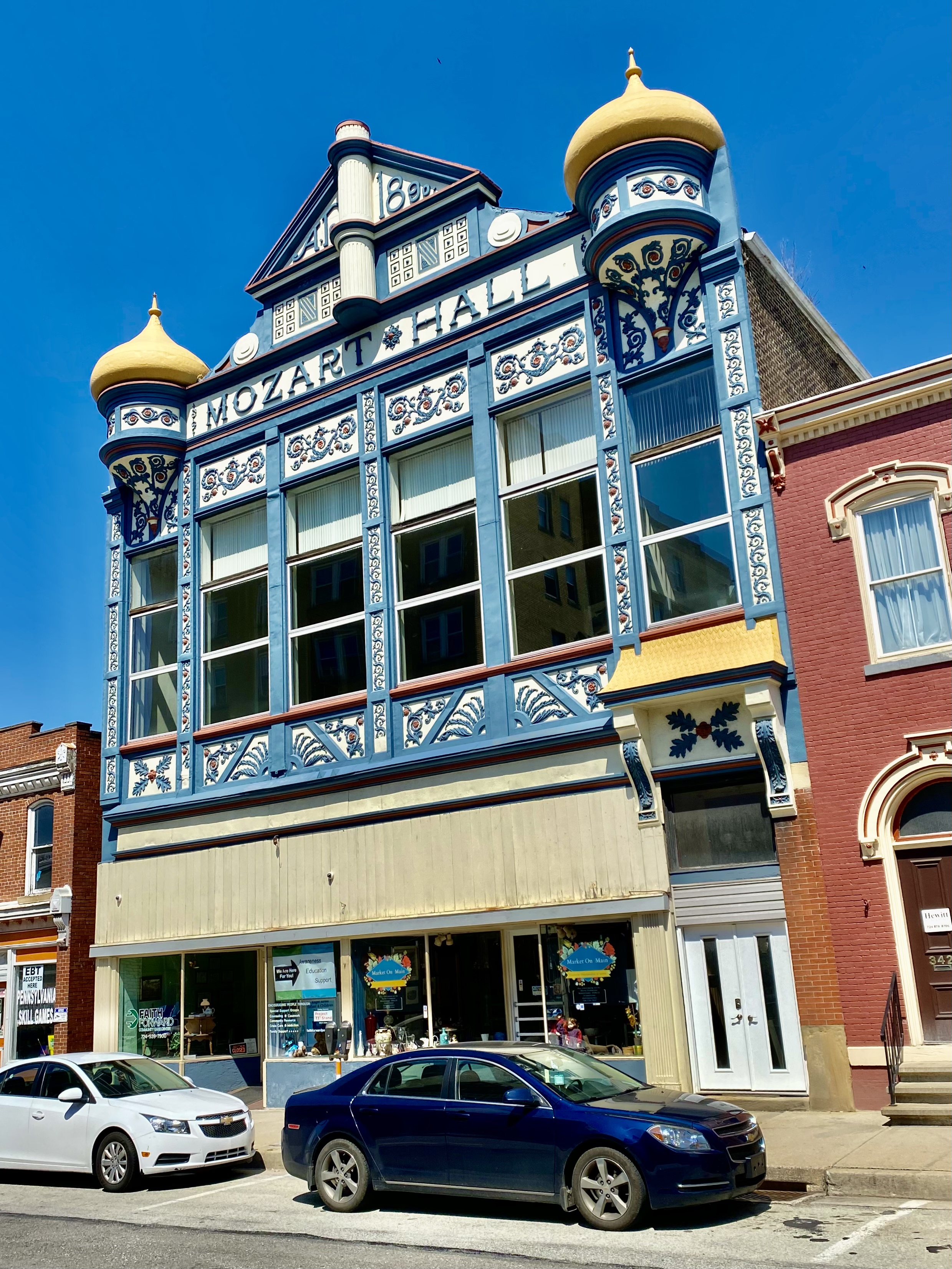
莫扎特音乐厅（1890年建）

煤矿开采曾是威斯特摩兰县的重要产业。根据2022年3月1日《拉特罗布公报》的一篇文章，虽然采矿活动已基本停止，但拉特罗布市的大部分地区都位于废弃地下矿井普遍存在的区域。2017年，该市克莱默高地社区的一所房屋因地基移位而开始倒塌。这所房子被判定为危房，最终不得不拆除。此次事件发生后，宾夕法尼亚州环境保护部敦促拉特罗布居民研究他们的财产是否受到破坏，并考虑申请矿井沉陷保险。

## 地理
拉特罗布位于北纬40°18′54″、西经79°22′52″（40.314940, -79.381171）。根据美国人口普查局的数据，该市总面积为2.3平方英里（6.0平方公里），全部为陆地。该市属夏季炎热湿润的大陆性气候，月平均气温范围从1月份的28.9°F到7月份的72.0°F。

## 人口统计
| 调查年                        | 人口   | 备注 | %±     |
| ----------------------------- | ------ | ---- | ------ |
| 1860                          | 758    |      | —      |
| 1870                          | 1,127  |      | 48.7%  |
| 1880                          | 1,815  |      | 61.0%  |
| 1890                          | 3,589  |      | 97.7%  |
| 1900                          | 4,614  |      | 28.6%  |
| 1910                          | 8,777  |      | 90.2%  |
| 1920                          | 9,484  |      | 8.1%   |
| 1930                          | 10,644 |      | 12.2%  |
| 1940                          | 11,111 |      | 4.4%   |
| 1950                          | 11,811 |      | 6.3%   |
| 1960                          | 11,932 |      | 1.0%   |
| 1970                          | 11,749 |      | −1.5%  |
| 1980                          | 10,799 |      | −8.1%  |
| 1990                          | 9,265  |      | −14.2% |
| 2000                          | 8,944  |      | −3.5%  |
| 2010                          | 8,338  |      | −6.8%  |
| 2020                          | 8,060  |      | −3.3%  |
| [ 5 ] [ 6 ] [ 7 ] [ 8 ] [ 2 ] |        |      |        |

根据2010年人口普查，该市有8,338人、3,786户和2,458个家庭。人口密度为每平方英里3,913.6人（每平方公里1,511.0人）。4,258个住房单元平均每平方英里 1,852.8个（每平方公里715.4个）。
该市的种族构成为98.78%白人、0.32%非裔美国人、0.08%美洲原住民、0.44%亚裔、0.07%其他种族、0.31%来自两个或多个种族。任何种族的西班牙裔或拉丁裔占人口的0.37%。
在3,786户家庭中，26.0%有18岁以下儿童与其同住，48.1%为同居夫妇，11.0%有一位没有丈夫的女性户主，38.0%不是家庭。约 4.1%的家庭由个人组成，17.9%的家庭中有65岁或以上的独居者。平均家庭规模为2.22人，平均家庭规模为2.86人。
该市人口分布为18岁以下1,730人、20至24岁429人、25至49岁2583人、50至64岁1780人、65岁及以上1614人。平均年龄为42岁。每100名女性对应88.0名男性。每100名18岁及以上的女性对应83.2名男性。
该市家庭收入中位数为33,268美元，家庭收入中位数为42,168美元。男性收入中位数为31,802美元，女性收入中位数为22,227美元。该市人均收入为18,208美元。约有6.5%的家庭和9.4%的人口处于贫困线以下，其中18岁以下人口占9.2%，65岁及以上人口占7.6%。
从联邦层面来看，拉特罗布属于宾夕法尼亚州第14国会选区。

## 交通
机场：阿诺德帕尔默地区机场（原威斯特摩兰县机场）
火车站：拉特罗布车站（美铁服务，每日各有一班列车分别往返于匹兹堡和纽约）
公交：威斯特摩兰县交通局，有前往匹兹堡和约翰斯顿的公交车